# Moissieu-sur-Dolon
Moissieu-sur-Dolon este o comună în departamentul Isère din sud-estul Franței. În 2009 avea o populație de 1.764 de locuitori.

## Evoluția populației
| An        | 1975 | 1982 | 1990  | 1999  | 2006  | 2009  |
| --------- | ---- | ---- | ----- | ----- | ----- | ----- |
| Populație | 638  | 955  | 1.158 | 1.411 | 1.700 | 1.764 |